# Празеодимдимагний
Празеодимдимагний — бинарное неорганическое соединение,
празеодима и магния
с формулой Mg2Pr,
кристаллы.

## Получение
- Сплавление стехиометрических количеств чистых веществ:

{\displaystyle {\mathsf {Pr+2Mg\ {\xrightarrow {780^{o}C}}\ Mg_{2}Pr}}}

## Физические свойства
Празеодимдимагний образует кристаллы
кубической сингонии,
пространственная группа F d3m,
параметры ячейки a = 0,8689 нм, Z = 8,
структура типа магнийдимедь Cu2Mg
.
Соединение образуется по перитектической реакции при температуре ≈780°C,
при температуре ниже ≈680°C соединение находится в метастабильном состоянии.